# Eric Friedlander
Eric Mark Friedlander (San Juan, Porto Rico, 7 de janeiro de 1944) é um matemático estadunidense, que trabalha com topologia algébrica, geometria algébrica, K-teoria algébrica e teoria de representação.
Friedlander estudou no Swarthmore College com um bacharelado em 1965, e obteve um doutorado em 1970 no Instituto de Tecnologia de Massachusetts, orientado por Michael Artin, com a tese Fibrations in Etale Homotopy Theory. No pós-doutorado foi instrutor na Universidade de Princeton, em 1971 Lecturer e em 1972 professor assistente. Em 1973/1974 participou do intercâmbio dos Estados Unidos com a França no Institut des Hautes Études Scientifiques. Em 1975 foi professor associado e em 1980 professor da Universidade Northwestern. A partir de 1999 foi professor da cátedra Henry S. Noyes Professor de matemática. É desde 2008 professor decano da Universidade do Sul da Califórnia.
Esteve em 1981 e em 1985/1986 no Instituto de Estudos Avançados de Princeton. Recebeu para 1996 até 1998 o Prêmio Humboldt, permanecendo na Universidade de Heidelberg. Foi também dentre outras pesquisador e professor visitante no Instituto Federal de Tecnologia de Zurique, no Instituto Max Planck de Matemática em Bonn, no Mathematical Sciences Research Institute (MSRI), na Universidade de Oxford, na Universidade de Cambridge, Paris, na Universidade Brown, na Universidade Hebraica de Jerusalém e no Instituto Henri Poincaré. É desde 2000 membro do Board of Trustees da American Mathematical Society, onde é fellow, sendo eleito também em 2005 fellow da Academia de Artes e Ciências dos Estados Unidos.
Friedlander é co-editor do periódico Journal of Pure and Applied Algebra. Foi palestrante convidado do Congresso Internacional de Matemáticos em Berlim (1998: Geometry of Infinitesimal Group Schemes).
Foi presidente da American Mathematical Society em (2011-2012).
É casado desde 1968 com a matemática Susan Friedlander.

## Obras
- com Andrei Suslin, Vladimir Voevodsky Cycles, Transfers and Motivic Homology Theories, Annals of Mathematical Studies, Princeton University Press 2000
- com Barry Mazur Filtrations on the homology of algebraic varieties, Memoir of the AMS, 1994
- Etale Homotopy of Simplicial Schemes, Annals of Mathematical Studies, Princeton University Press 1982
- editor com Daniel Grayson Handbook of K-Theory, 2 Bände, Springer Verlag 2005
- editor com Spencer Bloch, R. K. Dennis, M. Stein: Applications of algebraic K-theory to algebraic geometry and number theory, Contemporary Mathematics 55, 1986
- editor com M. Stein Algebraic K-theory (Evanston 1980), Springer Verlag, Lecture Notes in Mathematics 854, 1981
- editor com Mark Mahowald Topology and Representation Theory, Contemporary Mathematics, Band 158, American Mathematical Society, 1994
- com Charles Weibel An overview over algebraic K-theory, in Algebraic K-theory and its applications, World Scientific 1999, S. 1–119 (1997 Triest Lecture Notes)